# فيلي (أتيكي)
فيلي (Φυλή) هي مدينة في إقليم أتيكا في اليونان.